# Крамер, Кевин
Ке́вин Джон Кра́мер (англ. Kevin John Cramer; род. 21 января 1961) — американский политик, представляющий Республиканскую партию. Сенатор от штата Северная Дакота (с 2019).

## Биография
В 1983 году получил степень бакалавра искусств по специальности социального работника в Конкордия-колледже в Морхеде (Миннесота). В 2003 году получил степень магистра искусств по менеджменту в католическом университете Святой Марии в Бисмарке (Северная Дакота). В 1991—1993 годах возглавлял отделение Республиканской партии в Северной Дакоте, с 1993 по 1997 год руководил туристической службой штата, с 1997 по 2000 год являлся директором Управления по экономическому развитию и финансам Северной Дакоты.
С 2003 по 2012 год состоял в Комиссии общественных служб Северной Дакоты.
В 2012 году победил на выборах в Палату представителей США от объединённого округа Северной Дакоты с результатом 55 % (в этот же день Митт Ромни получил в Северной Дакоте на президентских выборах 58,7 % голосов против 38,9 % у Барака Обамы).
6 ноября 2018 года победил на сенатских выборах в Северной Дакоте демократку Хайди Хайткэмп (эта гонка привлекала особое внимание общественности, поскольку на президентских выборах двумя годами ранее Дональд Трамп победил там с преимуществом 35 %).
В июле 2022 года вместе с сенаторами Скоттом и Рубио внёс в Конгресс США законопроект о наложении санкций против страхователей танкеров, перевозящих топливо из России в Китай.